# Chailly-lès-Ennery
Pour les articles homonymes, voir Chailly.
Chailly-lès-Ennery est une commune française située dans le département de la Moselle, en région Grand Est.

## Géographie
| Ennery  | Flévy              |      |
| Argancy | Chailly-lès-Ennery | Vigy |
|         | Antilly            |      |

### Hydrographie
La commune est située dans le bassin versant du Rhin au sein du bassin Rhin-Meuse. Elle est drainée par le ruisseau la Bevotte et le ruisseau de Rugy.
Le ruisseau la Bevotte, d'une longueur totale de 12,1 km, prend sa source dans la commune de Vry et se jette  dans la Moselle à Argancy, après avoir traversé six communes.

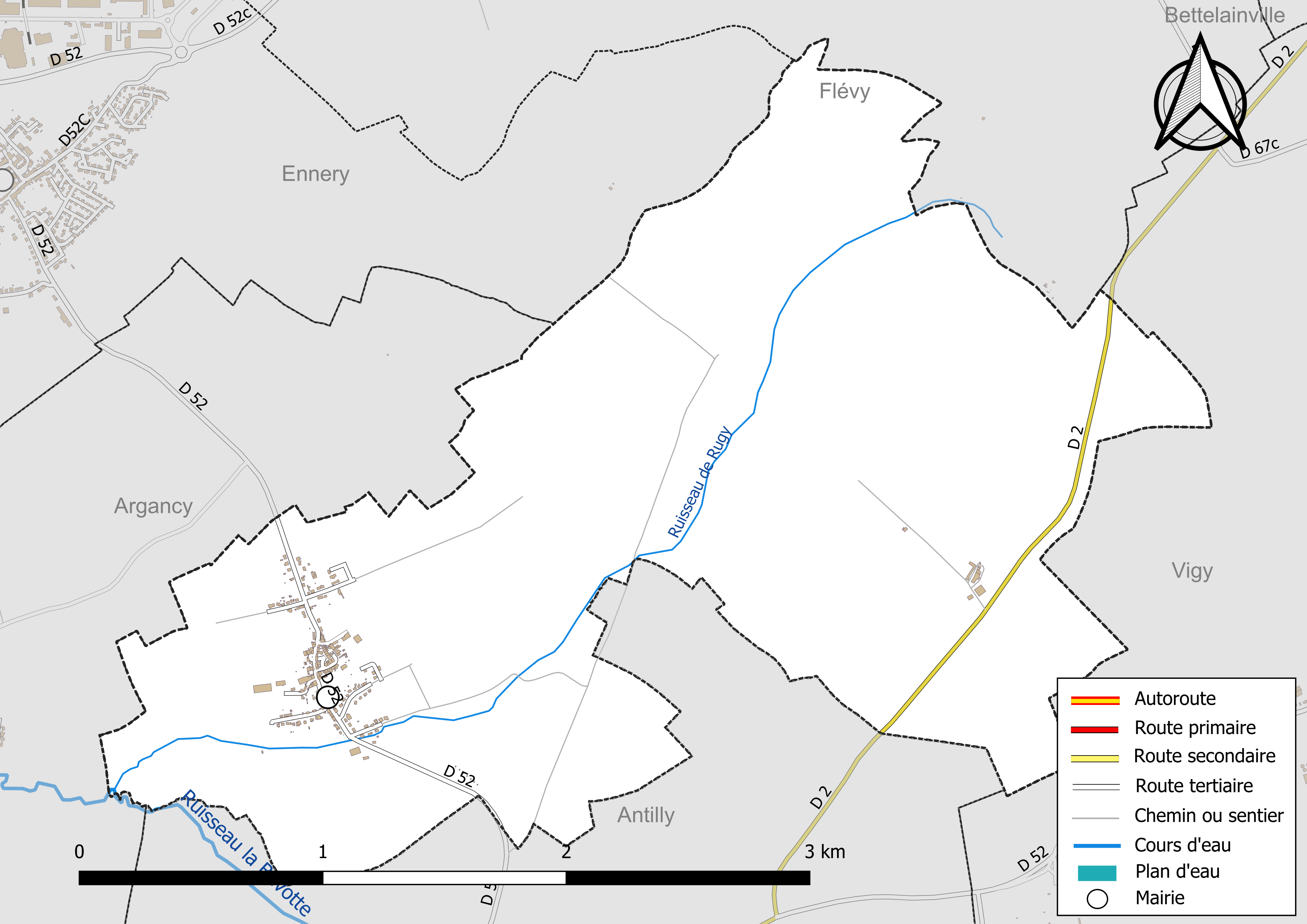
Réseaux hydrographique et routier de Chailly-lès-Ennery.

La qualité des eaux des principaux cours d’eau de la commune, notamment du ruisseau la Bevotte, peut être consultée sur un site spécial géré par les agences de l’eau et l’Agence française pour la biodiversité.

### Climat
Pour des articles plus généraux, voir Climat du Grand Est et Climat de la Moselle.
En 2010, le climat de la commune est de type climat des marges montargnardes, selon une étude du Centre national de la recherche scientifique s'appuyant sur une série de données couvrant la période 1971-2000. En 2020, Météo-France publie une typologie des climats de la France métropolitaine dans laquelle la commune est exposée à un climat semi-continental et est dans la région climatique  Lorraine, plateau de Langres, Morvan, caractérisée par un hiver rude (1,5 °C), des vents modérés et des brouillards fréquents en automne et hiver. 
Pour la période 1971-2000, la température annuelle moyenne est de 9,7 °C, avec une amplitude thermique annuelle de 16,5 °C. Le cumul annuel moyen de précipitations est de 765 mm, avec 11,9 jours de précipitations en janvier et 9,1 jours en juillet. Pour la période 1991-2020, la température moyenne annuelle observée sur la station météorologique de Météo-France la plus proche, « Malancourt », sur la commune d'Amnéville à 9 km à vol d'oiseau, est de 10,2 °C et le cumul annuel moyen de précipitations est de 884,1 mm. 
La température maximale relevée sur cette station est de 39,3 °C, atteinte le 25 juillet 2019 ; la température minimale est de −17,9 °C, atteinte le 5 janvier 1985,,. 
Les paramètres climatiques de la commune ont été estimés pour le milieu du siècle (2041-2070) selon différents scénarios d'émission de gaz à effet de serre à partir des nouvelles projections climatiques de référence DRIAS-2020. Ils sont consultables sur un site spécial publié par Météo-France en novembre 2022.

## Urbanisme

### Typologie
Au 1er janvier 2024, Chailly-lès-Ennery est catégorisée commune rurale à habitat dispersé, selon la nouvelle grille communale de densité à sept niveaux définie par l'Insee en 2022.
Elle est située hors unité urbaine. Par ailleurs la commune fait partie de l'aire d'attraction de Metz, dont elle est une commune de la couronne,. Cette aire, qui regroupe 245 communes, est catégorisée dans les aires de 200 000 à moins de 700 000 habitants,.

### Occupation des sols
L'occupation des sols de la commune, telle qu'elle ressort de la base de données européenne d’occupation biophysique des sols Corine Land Cover (CLC), est marquée par l'importance des territoires agricoles (72,4 % en 2018), une proportion sensiblement équivalente à celle de 1990 (72,7 %). La répartition détaillée en 2018 est la suivante : 
terres arables (62,8 %), forêts (23,9 %), prairies (9,6 %), zones urbanisées (3,6 %), mines, décharges et chantiers (0,1 %). L'évolution de l’occupation des sols de la commune et de ses infrastructures peut être observée sur les différentes représentations cartographiques du territoire : la carte de Cassini (XVIIIe siècle), la carte d'état-major (1820-1866) et les cartes ou photos aériennes de l'IGN pour la période actuelle (1950 à aujourd'hui).

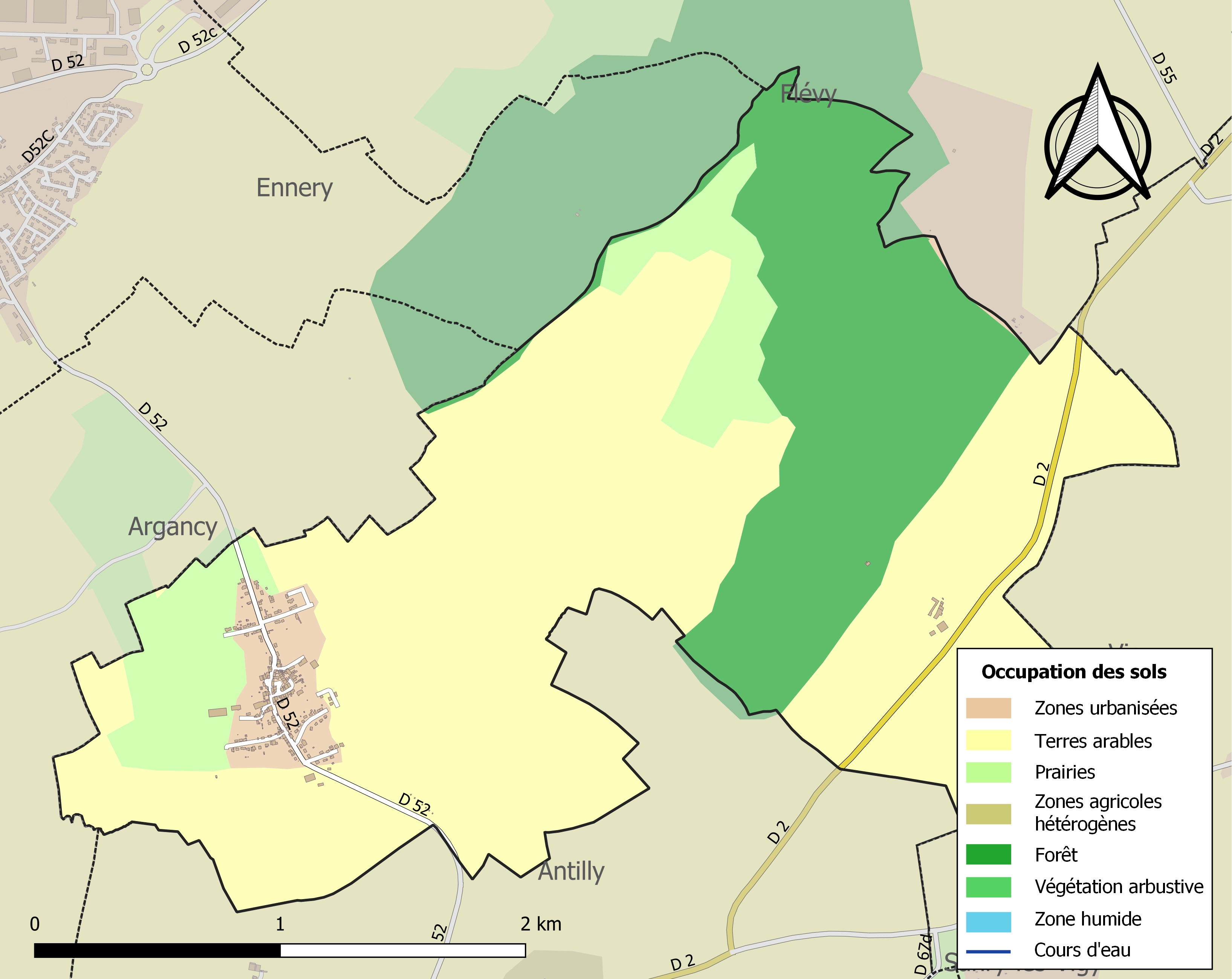
Carte des infrastructures et de l'occupation des sols de la commune en 2018 (CLC).

## Toponymie
Évolution du nom du village (date dans laquelle ce nom apparait) : Chailley (1128) ; Chaley (1137) ; Challey (1192) ; Chailleis (1250) ; Chally, Chailly (1404) ; Kettenchen prope Annerey (1544) ; Chaily (1610) ; Chailli (1635); Chailly-de-là-les-Bois (1681). Chailly les Emery (1793), Kettenchen (1915–1918), Kettingen (1940–1944). 
En francique lorrain : Kettchen.

## Histoire
Le château ruiné fut brûlé en 1386 par le duc de Julliers. Le village dépendait du Pays messin : Haut-Chemin

### Les Templiers et les Hospitaliers
La seigneurie possession des Templiers de Metz, des Hospitaliers de l'ordre de Saint-Jean de Jérusalem puis de la cathédrale Saint-Étienne de Metz.

## Politique et administration
| Période                                  | Période   | Identité       | Étiquette | Qualité |
| ---------------------------------------- | --------- | -------------- | --------- | ------- |
| Les données manquantes sont à compléter. |           |                |           |         |
| 1989                                     | mars 1995 | Roland Jacob   |           |         |
| mars 1995                                | juin 2003 | Sylvain Paquet |           |         |
| juin 2003                                | mars 2008 | Gilbert Turck  |           |         |
| mars 2008                                | En cours  | Gilbert Turck  |           |         |

## Démographie
L'évolution du nombre d'habitants est connue à travers les recensements de la population effectués dans la commune depuis 1793. Pour les communes de moins de 10 000 habitants, une enquête de recensement portant sur toute la population est réalisée tous les cinq ans, les populations de référence des années intermédiaires étant quant à elles estimées par interpolation ou extrapolation. Pour la commune, le premier recensement exhaustif entrant dans le cadre du nouveau dispositif a été réalisé en 2007.

En 2022, la commune comptait 404 habitants, en évolution de +10,99 % par rapport à 2016 (Moselle : +0,52 %, France hors Mayotte : +2,11 %).
| 1793 | 1800 | 1806 | 1821 | 1836 | 1841 | 1861 | 1866 | 1871 |
| ---- | ---- | ---- | ---- | ---- | ---- | ---- | ---- | ---- |
| 224  | 218  | 241  | 233  | 262  | 268  | 265  | 246  | 224  |

| 1875 | 1880 | 1885 | 1890 | 1895 | 1900 | 1905 | 1910 | 1921 |
| ---- | ---- | ---- | ---- | ---- | ---- | ---- | ---- | ---- |
| 211  | 207  | 197  | 201  | 219  | 219  | 208  | 212  | 202  |

| 1926 | 1931 | 1936 | 1946 | 1954 | 1962 | 1968 | 1975 | 1982 |
| ---- | ---- | ---- | ---- | ---- | ---- | ---- | ---- | ---- |
| 189  | 177  | 181  | 170  | 164  | 171  | 197  | 211  | 230  |

| 1990 | 1999 | 2006 | 2007 | 2012 | 2017 | 2022 | - | - |
| ---- | ---- | ---- | ---- | ---- | ---- | ---- | - | - |
| 254  | 272  | 336  | 345  | 326  | 381  | 404  | - | - |

## Culture locale et patrimoine

### Lieux et monuments

#### Édifices civils
- passage d'une voie romaine ;

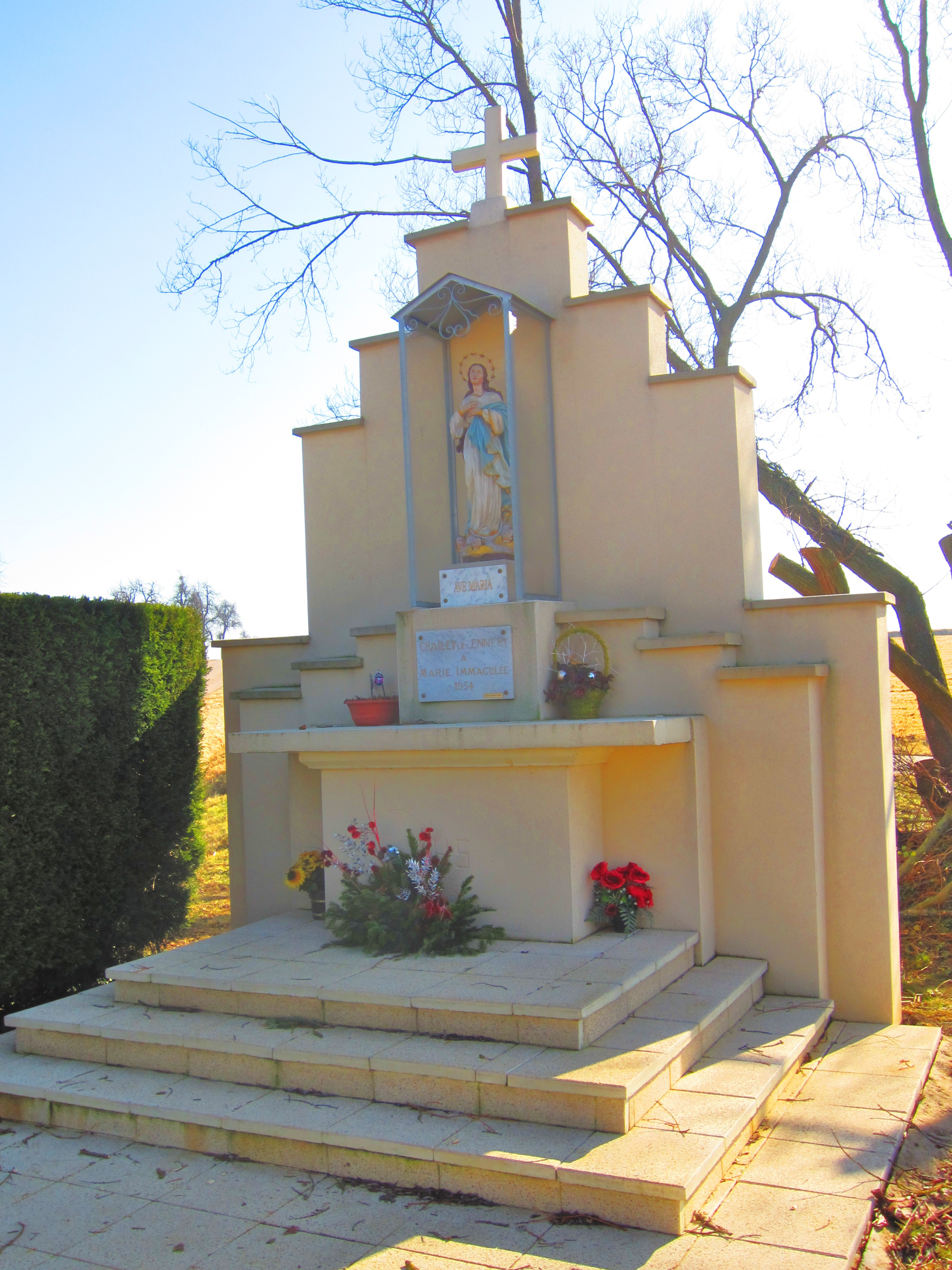
Monument de la Vierge.

- lavoir, au lieu-dit le Patural, de 9 m × 7 m, construit en 1865 et rénové en 2005 ;
- monument de la Vierge ;
- monument aux morts, inscription « À nos enfants victimes de la grande guerre 1914-1918 » ;
- calvaire, au milieu du village, 1742 ;
- croix de fer noire, inscription « O crux/ave spes unica. Famille G. Bastard. » ;
- vestige de la fontaine à roue.

Du côté de la ferme Champion :
- vestige du château des templiers : donjon ovale ;
- fontaine de la croix, 1573 ; l’une des plus anciennes croix du Sacré-Cœur en Lorraine ; composée d’une stèle ronde qui ne portait pas le Christ en croix mais le Sacré-Cœur entouré de la couronne d’épines avec l’inscription « Havrietis aqvas in gavdio de fontibvs/Salvaris in richardi (1573) » ; la croix est érigée au-dessus d’une fontaine.

#### Édifice religieux
- église Saint-Jean-Baptiste, 1878 ; clocher roman du XIIe siècle ; oculus datant du XVe siècle.

### Héraldique
| Blason | Blasonnement : Parti au 1 de gueules au dextrochère de carnation vêtu d'azur, mouvant d'un nuage d’argent, tenant une épée haute d'argent garnie d'or accostée de deux cailloux d'or, au 2 de gueules à la bande d'argent chargée de trois coquilles de sable. Commentaires : À dextre, armes du chapitre de la cathédrale de Metz ; à senestre, armes de la famille de Heu, seigneurs d’Ennery, Chailly appartenant au chapitre et aux seigneurs d’Ennery. |

## Pour approfondir